# 師弟
師弟（してい）とは、師匠（ししょう）と弟子（でし）のことを指す。

## 概説
経験によって培った知識・技能などを伝授する関係で、伝授する側が師、伝授される側が弟子となる。広い分野にわたって見られ、学問の世界ではソクラテス・プラトン・アリストテレスの師弟関係が著名であり、宗教でも直接教祖の教えを受けた者は弟子と呼ばれる（十二使徒、十大弟子など）。経験豊富という点から年長の立場にある人が師匠となることが多いが、「（その世界での）経験が浅い」という尺度から必ずしも年齢で判断できない例もある（伊能忠敬の天文学の師匠である高橋至時は伊能より19歳年少である。伊能が隠居してから天文学を本格的に始めたため）。弟子は師の教えを受け継ぎ発展させるが、意見の相違などから別の流派を立てることになる例もしばしばある。親鸞は法然の弟子で、自身では最後まで「自分は法然の教えを説いている」としていたが、それでも親鸞を祖とする浄土真宗は法然を祖とする浄土宗とは別の宗派として存在している。
「弟」という字が遣われているが、教えを受ける側が女性であっても「弟子」である。ただし、稀ではあるが、教えを受ける側が女性であることを強調する目的で「娣子」と表記することもある。
道場や教室に入門する場合、指導役のトップの地位にいる人が自分の師匠になる｡
また、学校教育における先生（教授・教諭）と生徒（教え子とも）の関係でも、教えを受けた先生に対し後年「恩師」と呼ぶことがある。

## ドイツ文化における師弟関係
ドイツには12世紀に起源をもつ徒弟制度があり、現代までマイスター（親方）制度として継承されている。ギルドの徒弟制度は12世紀後半にまでさかのぼるが、初期には一定の金額を納めれば徒弟となることができた。14世紀から15世紀以降には次第に厳しくなり、一般には8歳から10歳頃に弟子入りし、15歳から16歳まで経験を積んで親方となった。産業革命ではイギリスに50年ほど後れをとっていたが、1871年の国家統一前後からドイツで急速に産業が発展したのは徒弟制度による貢献が大きいと考えられている。
ドイツには企業と職業学校の二元の職業教育システムがあり、近代的な大企業にも歴史的な徒弟制度が職業教育という形で組み込まれている。

## 日本文化における師弟関係

### 相撲界における師弟関係
相撲界における師匠の定義は、日本相撲協会の規定（詳細は「相撲部屋の新設」及び「相撲部屋継承者」を参照のこと）を満たし年寄名跡を取得した状態で引退し当該名跡を襲名後、日本相撲協会の承認を得て、特定の住所に自身及び弟子（力士として育成する目的の下、親権者から身元を預かった人物）の生活拠点（相撲部屋）を設け、経営する元大相撲力士のことを示す。部屋によっては部屋を経営する年寄以外に他の年寄が在籍するケースも多いが、部屋付き年寄と定義され一般的には師匠とは呼ばれない。但し上述の規定を満たした部屋付き年寄（もしくは現役力士）が相撲部屋新設を前提に、自身の部屋を設ける前に弟子を入門させ、正式に部屋を設けた後で当該弟子と共に移籍するケースもあり、このような形で師匠になる予定の年寄もしくは力士が所属する部屋に暫定的に入門した弟子を内弟子と呼ぶ。具体例として把瑠都凱斗は濱ノ嶋啓志が新設を予定していた尾上部屋への入門を前提としていたが、当初は増位山太志郎が師匠を務めていた三保ヶ関部屋に入門し、尾上部屋が正式に開設されたと同時に移籍して、以降は引退まで尾上部屋の力士として活動した。そのため、三保ヶ関部屋に在籍していた時期の把瑠都の身分は「年寄尾上（濱ノ嶋）の内弟子」であったと言える。尚、師匠の師匠のことは大師匠と呼ぶ。たとえば千代大海龍二にとって、師匠は千代の富士貢、千代の富士の師匠の北の富士勝昭（あるいは北の富士の前に千代の富士の師匠だった千代の山雅信）が大師匠となる。

### 落語界における師弟関係
落語界では師匠は弟子について一切の生殺与奪権を持っている。というよりも弟子は師匠の所有物である。そのため、弟子が真打になる前に師匠を欠いた場合（師匠が死亡した場合、師匠自身が破門された場合、師匠が協会から離脱した場合など）には、新たな師匠（大抵は兄弟子だが、一門外の落語家のもとに移籍する場合もある）のもとに移籍するが、それでも見つからない場合は廃業となる。また、師匠の一存で、いつでも弟子を破門することができる。その場合、その瞬間から弟子は落語界から追放され、落語家でなくなるばかりでなく、芸能界全体から追放され、芸能人でもなくなる。放送などのスケジュールがどんなに埋まっていてもすべてキャンセルしなければならない。また、所属事務所は追放された弟子との専属マネジメント契約を即時に解除する（そのような例は過去に複数ある）。
師弟の人間関係は（特に弟子が前座時代は）極めて濃密なものとなる。この関係を精神的ホモセクシュアルと評したのは、小説家で落語家の立川談四楼である。前座時代の弟子は、寄席で下働きを行うほかに、そのスケジュールが組まれていても組まれていなくても、毎日、朝早く師匠の家に行き掃除など家事全般を行わなくてはならず、家事も落語修業とみなされる。
落語界では上下関係は一門を越えて共通で、師匠は「落語界全体にとっての師匠」、弟子は「落語界全体にとっての弟子」という一面を持つ。そのため能や狂言とは異なり、弟子は自分の師ではない別の一門の落語家に落語を指導してもらっても良い（ただし事前に、本来の師からの了承が必要）。そのときの条件は本来の師から教えてもらうときと同様、つまり無料である。別の一門の先輩落語家を何と呼ぶかは以下参照。
演芸では各種の敬称は次の通り。
- 講談
  - 講談界内部での敬称　その講談師が入門したときに、すでに真打に昇進していた講談師に対しては「先生」、そうでなければ「姉さん（あねさん）」「兄さん（あにさん）」。
  - 外部からの敬称　真打に対しては「先生」、それ以外は「××さん」
- 落語
  - 落語界内部での敬称　その落語家が入門したときに、すでに真打に昇進していた落語家に対しては「師匠」、そうでなければ「兄さん（あにさん）お兄さん（上方の場合）」「姉さん」。（従って、「自己の入門日」と「相手の真打昇進日」がいつかを知ることは極めて重要となる）　ただし、6代目春風亭柳橋と柳家金語楼に対してのみ「先生」
  - 外部からの敬称　真打に対しては「師匠」、それ以外は「××さん」　ただし、6代目柳橋と金語楼に対してのみ「先生」
- 漫才・漫談など色物
  - キャリア・年齢一切関係なく「先生」。どんな若手でも「先生」
    - 例「林家ペー先生」
- お囃子
  - 「お師匠さん」（おししょさん）「お姉さん」。

### 将棋界における師弟関係
将棋界では、棋士の養成機関である新進棋士奨励会に入会する際、四段以上の棋士が師匠となることを必要とする。以前は師匠の家に住み込んで雑用をこなしながら修業する内弟子制度が存在したが、中原誠・米長邦雄らの世代を最後にその習慣は廃れている。
一旦四段になれば将棋界では、同門はおろか師弟でも対戦し、師匠が稽古場所を提供するわけでも技術指導をするわけでもないため師弟関係は落語や相撲ほど強いものではないが、それでもやはり棋士には師匠がいなくてはならないことになっている。加藤一二三が名人にもなり功成り名遂げた後に「わけあって今の師匠（南口繁一）の門下でいたくない」と言いだしたときにも、別の棋士（剱持松二）を新たな師匠に選ぶ形としている。剱持は四段になったのが加藤より遅いのだが、「師匠不在」に比べれば「後輩の弟子」のほうがより許容範囲内とみなされたようである。
順位戦では、A級・B級1組では師弟戦は中盤で組む慣例となっている。

### 弟子を取らない
弟子を取らないことを宣言する者もおり、浄土真宗開祖の親鸞は「弟子一人ももたず」（歎異抄）とし、将棋棋士の羽生善治は「将棋は、『この人についたから絶対に強くなれる、棋士になれる』という保証はありません」「弟子に選ばれた・選ばれなかったということはどこかで影響を与えてしまうかもしれない。なので受けていません」、作家の坂口安吾は「弟子というものが、先生に似たら、もう、落第だ。半人前にもなれやしない。自分に似たものを見るのは、つらい」として弟子をとっていない。
芸人のタモリは「これ(自分の芸は)センスだから。教えられるものじゃないから。俺そういうことで弟子を取らない」として弟子を取らない主義だったが、岩井ジョニ男に49日間粘られて流石に参り弟子入りを許した。